# Luxembourg (provins)

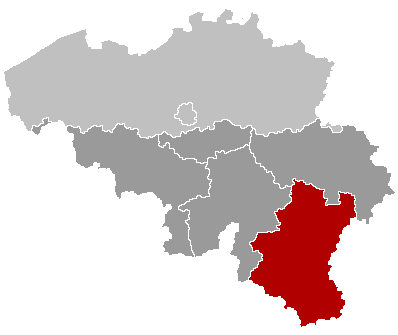
Provinsen Luxembourg (rött) i regionen Vallonien (mörkgrått) och Belgien.

Luxembourg (nederländska: Luxemburg (fil); samma på tyska men med en liten skillnad i uttalet; franska: Luxembourg; luxemburgiska: Lëtzebuerg; vallonska: Lussimbork), är en vallonsk provins i sydöstra Belgien som gränsar i väster till Namur, i norr till Liege, i öster till storhertigdömet Luxemburg och i söder till de franska departementen Meurthe-et-Moselle, Meuse och Ardennes, alla i regionen Grand Est. Luxemburg är den sydligaste provinsen i Belgien. 
I den vallonska provinsen finns det 291 000 invånare och en yta på 4 443 kvadratkilometer, vilket gör den till den geografiskt största provinsen i Belgien och den mest glesbefolkade provinsen. Huvudstaden i provinsen är Arlon. De flesta invånare är franskspråkiga, men det finns till en liten luxemburgiskspråkig minoritet vid gränsen till landet Luxemburg.
Provinsen ska inte förväxlas med storhertigdömet Luxemburg som gränsar till provinsen. Provinsen var tidigare en del av storhertigdömet men när Belgien bröt sig ur Nederländerna 1839 delades Luxemburg i den del som idag är den belgiska provinsen och det som idag är det självständiga landet.

## Distrikt och kommuner
Provinsen består av fem distrikt (fr: arrondissements) uppdelade i 44 kommuner.
Arlondistriktet:

- Arlon
- Attert
- Aubange
- Martelange
- Messancy

Bastognedistriktet:

- Bastogne
- Bertogne
- Fauvillers
- Gouvy
- Houffalize
- Sainte-Ode
- Vaux-sur-Sûre
- Vielsalm

Marche-en-Famennedistriktet:

- Durbuy
- Erezée
- Hotton
- La Roche-en-Ardenne
- Manhay
- Marche-en-Famenne
- Nassogne
- Rendeux
- Tenneville

Neufchâteaudistriktet:

- Bertrix
- Bouillon
- Daverdisse
- Herbeumont
- Léglise
- Libin
- Libramont-Chevigny
- Neufchâteau
- Paliseul
- Saint-Hubert
- Tellin
- Wellin

Virtondistriktet:

- Chiny
- Étalle
- Florenville
- Habay
- Meix-devant-Virton
- Musson
- Rouvroy
- Saint-Léger
- Tintigny
- Virton